# HD 67959
HD 67959，又名BD+15 1775，SAO 97628、HR 3198，是一颗恒星，视星等为6.23，位于銀經208.24，銀緯24.08，其B1900.0坐标为赤經8h 5m 21.8s，赤緯+14° 24.08′ 31″。